# Senyoria de Montfort de Bretanya
La baronia de Gaël-Montfort-Brécilien fou una jurisdicció feudal de França formada inicialment per 40 parròquies però per successius desmembraments de Montfort, de Montauban-de-Bretagne, de Mauron, i de Lohéac, va quedar reduïda a 12 parròquies: Gaël Concoret, Mauron, Saint-Léry, Saint-Jouan-de-l'Isle, Néant, Paimpont, Illifaut, Saint-Méen, Trémorel i Loscouët. Al segle xi pertanyia als Gaël que van agafar el nom de Montfort al final del segle xi.

## Llista de senyors deMontfort

Armes dels senyors de Montfort

- 1040-1099: Raül I de Gaël, senyor de Gaël i de Montfort
- 1099-1143: Raül II de Gaël-Montfort, fill
- 1143-1157: Guillem I de Gaël-Montfort, fill
- 1157-1162: Raül III de Montfort, fill
- 1162-1181: Jofré I de Montfort, germà
- 1181-1233: Raül IV de Montfort, senyor de Gaël, fill
- 1181-1235: Guillem II de Montfort, germà
- 1235-1279: Mafalda, senyora de Montfort, filla
- 1233-1238: Jofré II de Montfort senyor de Gaël, fill de Raül IV
- 1238-1270: Eudó de Montfort senyor de Gaël, fill de Raül IV
- 1270-1299: Raül V de Montfort[1] senyor de Gaël i de Montfort el 1279, fill d'Eudó de Montfort
- 1299-1314: Raül VI de Montfort,[2] fill
- 1314-1329: Jofré III de Montfort, germà
- 1329-1347: Raül VII de Montfort,[3] fill
- 1347-1394: Raül VIII de Montfort, fill
- 1394-1419: Raül IX de Montfort, fill
- Joan de Montfort el seu fill, que va agafar el nom de Guiu XIII de Laval després del seu matrimoni a Vitré el 22 de gener de 1404 amb Anna de Laval única hereva de les baronies de Laval i Vitré. D'acord amb una de les clàusules del contracte de matrimoni va agafar el nom i les armes dels Laval. Per aquesta unió la senyoria de Montfort fou incorporada al patrimoni dels Laval.